# Dale Walters
Dale Walters est un boxeur canadien né le 27 septembre 1963 à Port Alice.

## Carrière
Il remporte aux Jeux olympiques d'été de 1984 à Los Angeles la médaille de bronze dans la catégorie poids coqs.

## Palmarès

### Jeux olympiques
- Médaille de bronze en -54 kg aux Jeux de 1984 à Los Angeles,  États-Unis